# Personne n'a peur des gens qui sourient
Personne n'a peur des gens qui sourient est un roman de Véronique Ovaldé publié en février 2019 aux éditions Flammarion.

## Résumé
Une femme fuit son domicile, une mère avec ses deux filles.
Elle a peur que quelqu'un soit devenu dangereux et les menace toutes les trois.
Vivant(s) ou revenant(s), ou tous ensemble.
L'action se déroule surtout dans deux bourgs, au passé dans le Sud (Côte d'Azur), dans le petit port de pêche de Vallenargues (nom fictif), près de Cannes, puis au présent dans le village alsacien de Kayserheim (fictif) dans une maison jouxtant un lac, et près du bourg de Bottenbach (fictif) (avec centre commercial, lycée, hôpital).
Au vu des musiques et films évoqués, l'histoire a lieu dans les années 1970-1990.

## Déroulé
Le texte alterne (aux temps du passé) l'actualité en Alsace, et les paragraphes rétrospectifs, à Vallenargues (Cannes, Nice), relatant la vision du passé telle que Gloria la transmet à ses deux filles.
Roberto rencontre Nadine à Kayserheim. Il est tourneur-fraiseur, mais son entreprise de roulements à billes (pour l'aviation) se porte bien, et lui assure un beau pactole à la revente.
À la mort du père, à 16 ans, Gloria arrête l'école en seconde, et se place comme serveuse chez Tonton Gio, à La Traînée (au sens de sillage), bar traditionnel, avec carrelage, sapin, pizzas, en compagnie de Jessica (serveuse), Raj (cuisinierMourad et W (videur en fin de semaine).
La mère est partie depuis longtemps avec son dentiste. Et Tonton Gio, l'ami le plus proche du père, devient père-et-mère de remplacement.
C'est dans ce bar qu'elle est repérée par Samuel : attirance réciproque, fréquentation, invitation au cabanon bleu paternel, maternité : c'était un cadeau, cet homme-là.
Tonton Gio l'a pourtant prévenue : petite frappe, ni fiable ni très malin, déjà alcoolique, petit mec débrouillard et sans scrupule, traficoteur, fournisseur, récupérateur, revendeur, bricoleur, réparateur... (et autrefois livreur et/ou trafiquant d'animaux en Méditerranée, mais ni drogue ni armes).
À 18 ans, elle hérite de la petite fortune placée de son père, placée, gérée par Pietro.
Puis, tout se complique. Sa petite vie s'aigrit : insatisfaction, soupe à la grimace,  atrabilaire, colère...
Elle redoute de se soumettre à l'atavisme des femmes Schalk.
Enceinte de Loulou, déçue de tous et d'elle-même, elle demande à Samuel (accablant d'insignifiance) de dégager. Et aussitôt, il meurt dans l'incendie de son atelier.
Six ans plus tard, le syndrome de la mère pélican (selon Samuel) est de nouveau en activité.
L'installation, secrète, ou en tout cas très discrète, en Alsace, dans cet autre cabanon vieillot, refuge possible, commence bien, comme un long été de vacances : rituels, vélos, marché, courses au supermarché, système scolaire... Tous va bien, à part l'empoisonnement trop rapide des chiens du voisin (vauriens, Yéniches), et (le fantôme de) la dame orange qui apparaît à Loulou. Puis...
Longtemps après, au village corse, Gloria, seule, a choisi le silence.

## Personnages
- Gloria Marcaggi, environ 33 ans, plus tard surnommée la Ammutulitu, fille unique, enceinte à 18 ans,
  - jolie brune, petite, 1m50, costaude, large, poitrine lourde, souple, astucieuse, bagarreuse, individualiste, solitaire assumée,
- Stella (Marcaggi), fille de Samuel, 15 ans, collégienne puis lycéenne,
- Loulou (Marcaggi, Analuisa Beauchard), 6 ans, et qui n'a jamais connu son père Samuel,
- Roberto Marcaggi, le fils de la dentellière veuve, premier Corse de la famille à être enterré sur le continent, après une sérieuse maladie et séjour terminal à l'hôpital Pasteur,
- Nadine Demongeot, épouse Marcaggi, mère de Gloria, partie avec son dentiste, quand Gloria avait sept ans,
- Antoinette Demongeot (AD), née Schalk, réside à Kayserheim (Alsace), l'affreuse grand-mère, morte par attaque de frelons,
- le père Ruch, menuisier à Kzyserheim, et voisin des Schalk-Demongeot-Marcaggi, assez paranoïaque, dont la scierie est gardée par trois chiens (vite empoisonnés),
- Pietro Santini, ami d'enfance de Roberto (au village corse), le fils du berger devenu restaurateur, avocat (Nice, puis Seine Maritime),
- Tonton Gio, ami et associé de Roberto, avec qui il a acheté le bar La Traînée, gentiment timbré (selon Gloria), collectionneur de boîtes à musique,
- Samuel Beauchard (ou Bauchard), Sami, compagnon de Gloria, mort dans l'incendie de son entrepôt-atelier de restauration d'objets.

## Éditions
- Personne n'a peur des gens qui sourient, éditions Flammarion, 270 pages  (ISBN 978-2-0814-4592-5).

## Style
L'auteur ou le narrateur principal se sait conteur, et implique (trop) le lecteur : Sachez juste que..., Je m'abstiendrai donc..., Attardons-nous un instant..., Comme nous le savions..., vous comprendrez ainsi que..., comme nous le disions plus haut..., on aura compris..., faut-il vous rappeler..., j'avais oublié de vous faire part..., notons que..., je ne peux m'empêcher de remarquer que..., (répété-je,)..., mais, corrigez-moi si je me trompe..., Gloria n'avait pas votre réserve..., même ce verbe est un traquenard....

## Accueil
Le lectorat francophone est plutôt satisfait.
La critique du Masque et la plume est féroce.